# Arturo Tizón
Arturo Tizón (La Vall d'Uixó, Valencia, 1984. május 25. – Alcúdia de Veo, 2021. január 16.) spanyol motorversenyző, legutóbb a MotoGP 250 köbcentiméteres géposztályában versenyzett.
Eddig huszonöt versenyen indult, ezeken 12 pontot szerzett.

## Statisztika
| Szezon   | Géposztály | Motor   | Versenyek | Győzelem | Dobogó | Pole | Pont | Poz. |
| -------- | ---------- | ------- | --------- | -------- | ------ | ---- | ---- | ---- |
| 2005     | 250 cm³    | Honda   | 3         | 0        | 0      | 0    | -    | -    |
| 2006     | 250 cm³    | Honda   | 16        | 0        | 0      | 0    | 23   | 11.  |
| 2007     | 250 cm³    | Aprilia | 6         | 0        | 0      | 0    | 1    | 27.  |
| Összesen |            |         | 25        | 0        | 0      | 0    | 12   |      |